# Kate Steinitz
Kate Steinitz (született Kate (esetleg Käte vagy Käthe) Traumann) (Beuthen, 1889. augusztus 2. – Los Angeles, 1975. április 7.) német-amerikai könyvtáros, művészettörténész, grafikus, festőművész és író. A 20. század elején az európai Bauhaus és dadaizmus mozgalmak fontos alakja volt. 1936-ban költöztek férje, Ernst Steinitz családjával az Amerikai Egyesült Államokba.